# Дёрр, Густав
Густав Дёрр (нем. Gustav Dörr; 5 октября 1887 — 18 июля 1928) — германский лётчик-истребитель, один из лучших асов Первой мировой войны с 35 сбитыми самолётами противника, кавалер ордена «Pour le Mérite».

## Биография
Густав Дёрр родился в Восточной Пруссии, в сегодняшней Польше, в семье подрядчика. Получил строительную специальность после школы и в 1905 году начал работать в компании Krupp AG в Эссене в качестве слесаря-сборщика. в 1908 году был призван на военную службу в 176-й пехотный полк, в котором продвинулся по службе и получил офицерское звание. В августе 1914 года полк был переведён в Восточную Пруссию, в Битве при Гумбиннене 20 августа 1914 года Густав Дёрр уже будучи сержантом получил тяжёлое ранение. После выздоровления в декабре 1914 года вернулся в полк и принял участие в Битве на Равке в районе города Лодзь. 17 февраля 1915 во время атаки на позиции врага был ранен штыком в правое бедро во второй раз. Пролежав в гарнизонном госпитале Гамбурга до 1 мая 1915 года, он был готов к возвращению в свой полк, но пришёл циркуляр из военного министерства, где Густав Дёрр переводился в авиацию для подготовки в качестве лётчика.

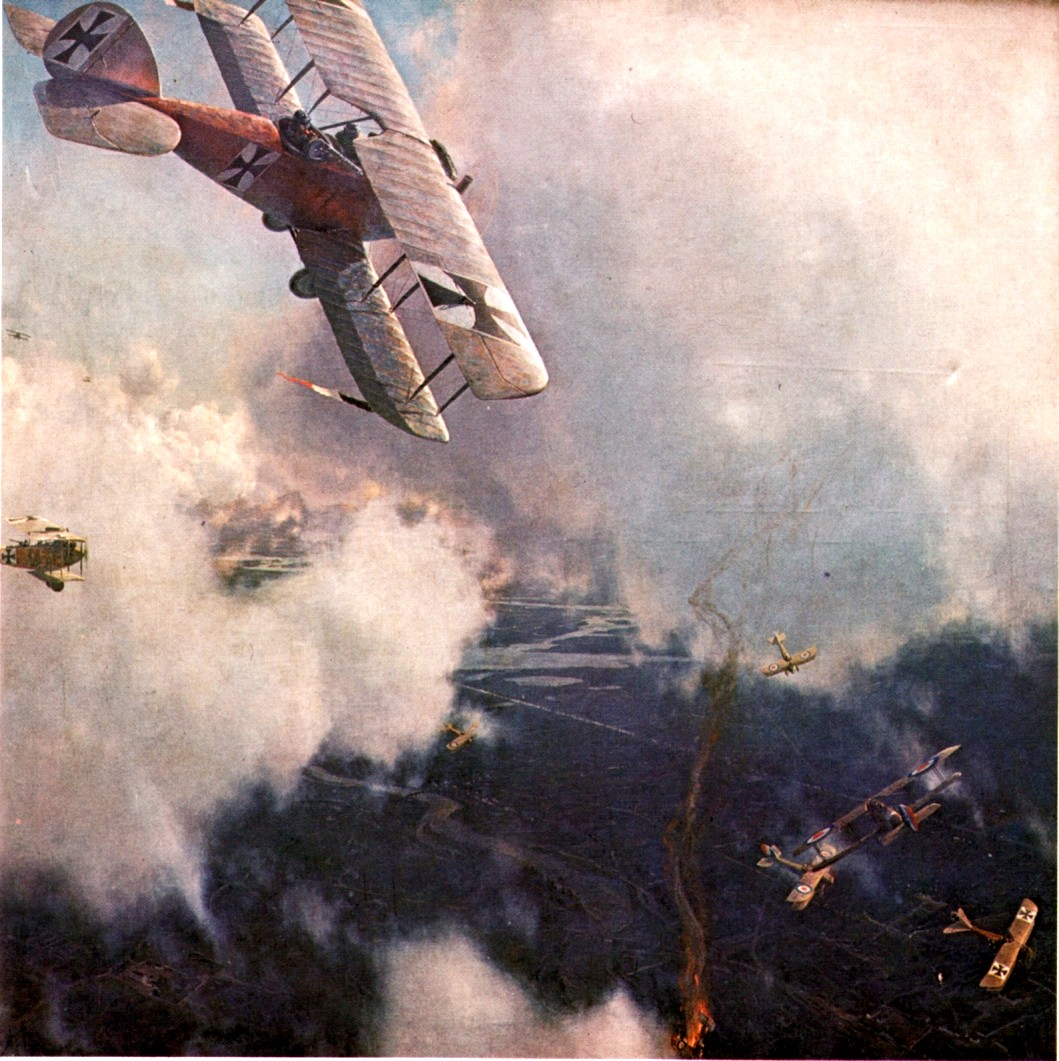
Воздушный бой

В июле 1915 года Густав Дёрр был зачислен для обучения лётной специальности в школу лётчиков в Далльгов-Дёбериц FEA 2, а затем переведён в школу лётчиков FEA 3 города Гота. После прохождения курса обучения 10 марта 1916 года был отправлен на Западный фронт в FA B, а далее 18 марта направлен во Feldfliegerabteilung 68 (FA 68), расквартированной в Хабсхайне в южной части Эльзаса, где в это же время проходил службу фельдфебель Эрнст Удет. Густав Дёрр был награждён Железным крестом 2 класса.
В Битве при Сомме Густав Дёрр и его наблюдатель обер-лейтенант Зергер выполняли задачи в составе FA 6, где участвовали в битве за превосходство в воздухе против союзников. Впоследствии FA 6 была переименована в FA (A) 257. Во время одного из воздушных боев над рекой Эна в июне 1917 года самолет был подбит, упал на землю с высоты 1400 м, наблюдатель лейтенант Бон погиб, Дёрр остался жив, сломав себе челюсть в шести местах. Проходил лечение в университетской клинике в Галле (Саксония-Анхальт).
Через три месяца был отправлен для подготовки в качестве лётчика-истребителя в FEA I в Альтенбург, в которой с ноября 1917 до февраля 1918 года летал заводским лётчиком-испытателем. 22 декабря 1917 года его представили к Железному кресту 1 класса. В феврале 1918 года был отправлен на Западный фронт в Jasta 45 при 5-й армии. Во время второго воздушного боя 17 марта 1918 года в группе с 6-ю своими товарищами встретился с 26-ю французскими и английскими лётчиками. В воздушном бою над Верденом сбил Sopwith 1 ½ Strutter.

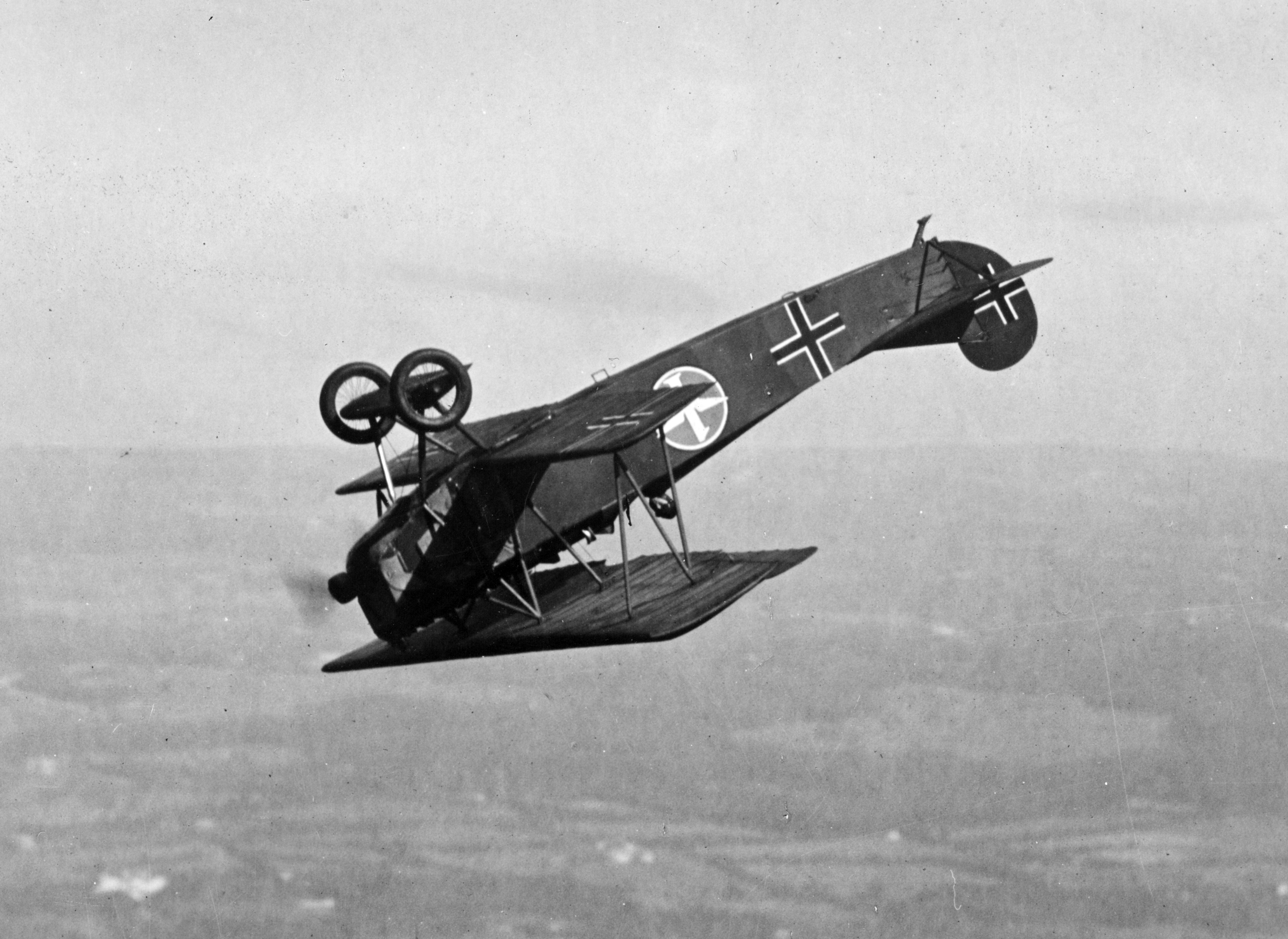
Fokker D.VII при выполнении петли. 1919 год

Густав Дёрр 29 августа 1918 года был награждён высшей наградой Пруссии для унтер-офицеров Золотым крестом Военных заслуг за 18 сбитых самолетов противника. В конце сентября был произведен в лейтенанты. Всего за время войны одержал 35 побед и 4 победы (не подтвержденные). Большинство своих побед Дёрр одержал на самолете Fokker D.VII. Считается лучшим асом на этом самолете. В конце года был представлен в награждению высшим орденом Pour le Mérite. В январе 1919 года награда была вручена, несмотря на отречение императора Вильгельма от престола. После войны остался верным авиации и пришёл работать пилотом по подсказке лётчиков в Люфтганзу. До 1928 года он налетал в качестве командира экипажа более 580 000 км. 11 декабря 1928 года Дёрр пилотировал пассажирский Junkers G 31 D-1473 «Rheinland» ночью из Кельна в Берлин. По невыясненной причине над Лецлингеном под Штендалем самолет столкнулся с землёй и сгорел. Спасся легко раненый единственный пассажир, а пилот Густав Дёрр, бортинженер Мюллер и радист Оргель погибли.
Густав Дёрр похоронен на кладбище Инвалиденфридхоф в Берлине.

## Память
В честь своего погибшего друга пилоты Люфтганзы назвали один из самолетов компании Junkers Ju 52 Густав Дёрр (Gustav Dörr)

## Список побед
| № пп | Дата                  | Противник           | Место             | Время |
| ---- | --------------------- | ------------------- | ----------------- | ----- |
| 1    | 17 марта 1918 года    | Sopwith 1½ Strutter | Монзевиль, Верден | 07:20 |
| 2    | 11 апреля 1918 года   | SPAD S.VII          | Траси-ле-Мон      |       |
| 3    | 28 мая 1918 года      | Breguet 14          | Вандёй            | 15:00 |
| н/п  | 01 июня 1918 года     | RE8                 | Ла-Ферте-Милон    |       |
| 4    | 12 июня 1918 года     | SPAD S.VII          | Аромон            |       |
| 5    | 28 июня 1918 года     | SPAD S.XIII         | Виллер-Котре      |       |
| 6    | 28 июня 1918 года     | SPAD S.VII          | Виллер-Котре      |       |
| 7    | 05 июля 1918 года     | Breguet 14          | Брюмес            | 11:10 |
| 8    | 08 июля 1918 года     | Breguet 14          | Виллер-Котре      | 11:30 |
| 9    | 15 июля 1918 года     | SPAD S.VII          | Комблизи          | 16:45 |
| 10   | 15 июля 1918 года     | Breguet 14          | окраина Комблизи  | 17:00 |
| 11   | 18 июля 1918 года     | SPAD S.XIII         | Pernant           | 06:50 |
| 12   | 18 июля 1918 года     | Breguet 14          | Монтиньи          | 07:05 |
| 13   | 21 июля 1918 года     | SPAD                | Нёйи              | 14:25 |
| 14   | 24 июля 1918 года     | SPAD S.XIII         | Пернан            | 11:30 |
| 15   | 25 июля 1918 года     | Breguet 14          | Ла-Круа           | 11:00 |
| 16   | 29 июля 1918 года     | Breguet 14          | Фер-ан-Тарденуа   | 17:00 |
| 17   | 30 июля 1918 года     | SPAD S.VII          | Куанси            | 11:50 |
| 18   | 01 августа 1918 года  | Nieuport 28         | Брэн              | 11:00 |
| 19   | 4 августа 1918 года   | Breguet 14          | Нантёй            | 08:10 |
| 20   | 11 августа 1918 года  | Breguet 14          | Брэн              | 12:30 |
| 21   | 21 августа 1918 года  | SPAD S.XI           | Роне              | 11:45 |
| 22   | 21 августа 1918 года  | SPAD                | Бранж             |       |
| 23   | 24 августа 1918 года  | Salmson 2A2         | Везапонен         | 13:30 |
| 24   | 02 сентября 1918 года | SPAD S.XI           | Орм               | 11:25 |
| 25   | 02 сентября 1918 года | SPAD S.XI           | Реймс             | 11:30 |
| 26   | 04 сентября 1918 года | SPAD S.VII          | С. Фима           | 14:00 |
| 27   | 14 сентября 1918 года | SPAD S.XI           | Бланзи            |       |
| 28   | 16 сентября 1918 года | SPAD S.VII          | Фим               |       |
| 29   | 24 сентября 1918 года | SPAD S.VII          | Суассон           | 19:00 |
| 30   | 26 сентября 1918 года | SPAD S.XI           | Фижме             | 13:00 |
| 31   | 03 октября 1918 года  | Salmson 2A2         | Куси-ле-Шато      |       |
| 32   | 05 октября 1918 года  | Salmson 2A2         | Бримон            |       |
| 33   | 09 октября 1918 года  | Breguet 14          | Куси-ле-Шато      |       |
| н/п  | 27 октября 1918 года  | SPAD S.XI           | Мальмезон         | 10.00 |
| 34   | 27 октября 1918 года  | SPAD S.XI           | Амифонтен         | 15.40 |
| н/п  | 28 октября 1918 года  | SPAD                |                   |       |
| 35   | 30 октября 1918 года  | Salmson 2A2         | Мисси             | 11.00 |
| н/п  | 04 ноября 1918 года   | Einsitzer           |                   |       |

## Награды
- Орден «За военные заслуги» (Бавария) (Pour le Mérite, (17.01.1919 г.)
- Железный Крест 1-го класса
- Железный крест 2-го класса
- Золотой крест за Военные заслуги
- Знак военного летчика (Пруссия)